# La Possonnière
 La Possonnière  es una población y comuna francesa, en la región de Países del Loira, departamento de Maine y Loira, en el distrito de Angers y cantón de Saint-Georges-sur-Loire.

## Demografía
| 1510 | 1516 | 1519 | 1844 | 1962 | 2128 |
| Para los censos de 1962 a 1999 la población legal corresponde a la población sin duplicidades (Fuente: INSEE [Consultar]) |      |      |      |      |      |